# DDR-Meisterschaften im Biathlon 1982

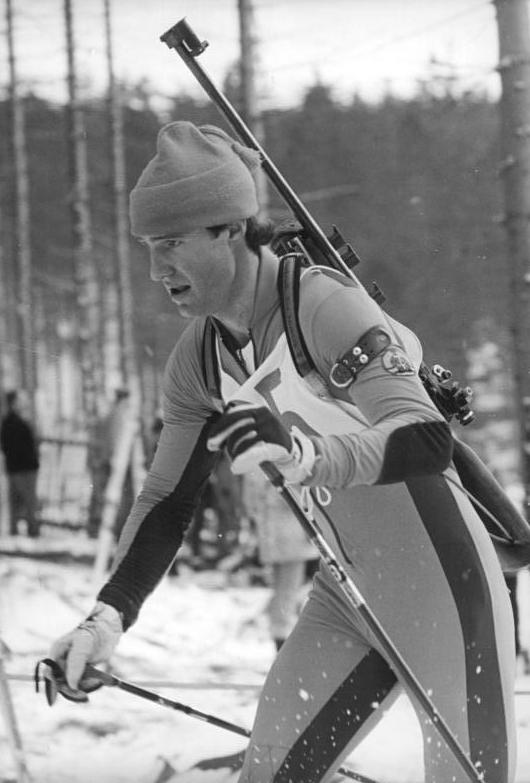
Frank Ullrich beim 20-Kilometer-Rennen

Die DDR-Meisterschaften im Biathlon wurden 1982 zum 24. Mal ausgetragen und fanden vom 11. bis 14. März im Biathlonstadion Hofmannsloch von Zinnwald statt. Sowohl Frank Ullrich als auch Mathias Jacob konnten ihre Titel aus dem Vorjahr verteidigen. Zudem gelang es dem ASK Vorwärts Oberhof zum einzigen Mal in seiner Vereinsgeschichte den Staffeltitel zu verteidigen. Damit wurden Ullrich und Jacob erneut Doppelmeister. Die Meisterschaften wurden von den Biathleten aus Oberhof dominiert, nur Frank-Peter Roetsch konnte als Vizemeister eine der Medaillen in den Einzelrennen gewinnen.

## Einzel (20 km)
| Platz | Sportler        | Verein               | Schießfehler | Zeit      |
| ----- | --------------- | -------------------- | ------------ | --------- |
| 1     | Frank Ullrich   | ASK Vorwärts Oberhof | 2            | 1:09:55,5 |
| 2     | Bernd Hellmich  | ASK Vorwärts Oberhof | 2            | 1:10:20,8 |
| 3     | Matthias Jacob  | ASK Vorwärts Oberhof | 3            | 1:10:45,3 |
| 4     | Mathias Jung    | ASK Vorwärts Oberhof | 3            | 1:10:45,5 |
| 5     | Andreas Göthel  | SG Dynamo Zinnwald   | 1            | 1:10:56,1 |
| 6     | Andre Schreiber | SG Dynamo Zinnwald   | 2            | 1:12:32,0 |

## Sprint (10 km)
| Platz | Sportler            | Verein               | Schießfehler | Zeit    |
| ----- | ------------------- | -------------------- | ------------ | ------- |
| 1     | Matthias Jacob      | ASK Vorwärts Oberhof | –            | 31:56,1 |
| 2     | Frank-Peter Roetsch | SG Dynamo Zinnwald   | 2            | 31:58,7 |
| 3     | Frank Ullrich       | ASK Vorwärts Oberhof | 1            | 32:08,2 |
| 4     | Olaf Schmidt        | SG Dynamo Zinnwald   | 2            | 32:40,7 |
| 5     | Walter Oetzel       | SG Dynamo Zinnwald   | 2            | 32:51,9 |
| 6     | Andre Schreiber     | SG Dynamo Zinnwald   | 2            | 32:57,5 |

## Staffel (3 × 7,5 km)
| Platz | Verein                 | Sportler                                        | Schießfehler | Zeit      |
| ----- | ---------------------- | ----------------------------------------------- | ------------ | --------- |
| 1     | ASK Vorwärts Oberhof I | Mathias Jung Matthias Jacob Frank Ullrich       | –            | 1:14:44,8 |
| 2     | SG Dynamo Zinnwald II  | Walter Oetzel Andre Schreiber Gerd Kadner       | 1            | 1:17:00,8 |
| 3     | SG Dynamo Zinnwald I   | Andreas Göthel Olaf Schmidt Frank-Peter Roetsch | 2            | 1:17:51,0 |